# Petroecuador
EP Petroecuador (Empresa Estatal Petróleos del Ecuador) – ekwadorskie przedsiębiorstwo państwowe, założone w 1989 roku, zajmujące się wydobyciem oraz przetwórstwem ropy naftowej i gazu ziemnego.
Petroecuador jest następcą CEPE (Corporación Estatal Petrolera Ecuatoriana), które zostało założone w 1972, ze względu na przepisy ograniczające własność zagraniczną w Ekwadorze. Ropa naftowa jest głównym towarem eksportowanym z Ekwadoru, jej sprzedaż generuje ok. 25% PKB tego kraju. 37% ekwadorskiej ropy jest wydobywane przez Petroecuador, pozostała część przez prywatne koncerny paliwowe. 
Do przedsiębiorstwa należą m.in. trzy rafinerie oraz Rurociąg SOTE (Sistema de Oleoducto Transecuatoriano).

## Rafinerie
- Esmeraldas, wydajność 110,000 baryłek ropy dziennie
- La_Libertad 45,000 baryłek dziennie
- Shushufindi (Prowincja Sucumbíos), 20,000 baryłek dziennie[3]